# Zypergras-Segge
Die Zypergras-Segge (Carex bohemica Schreb., Syn.: Carex cyperoides L.), auch Böhmische Segge genannt, ist eine Pflanzenart aus der Gattung der Seggen (Carex) innerhalb der Familie der Sauergrasgewächse (Cyperaceae).

## Beschreibung

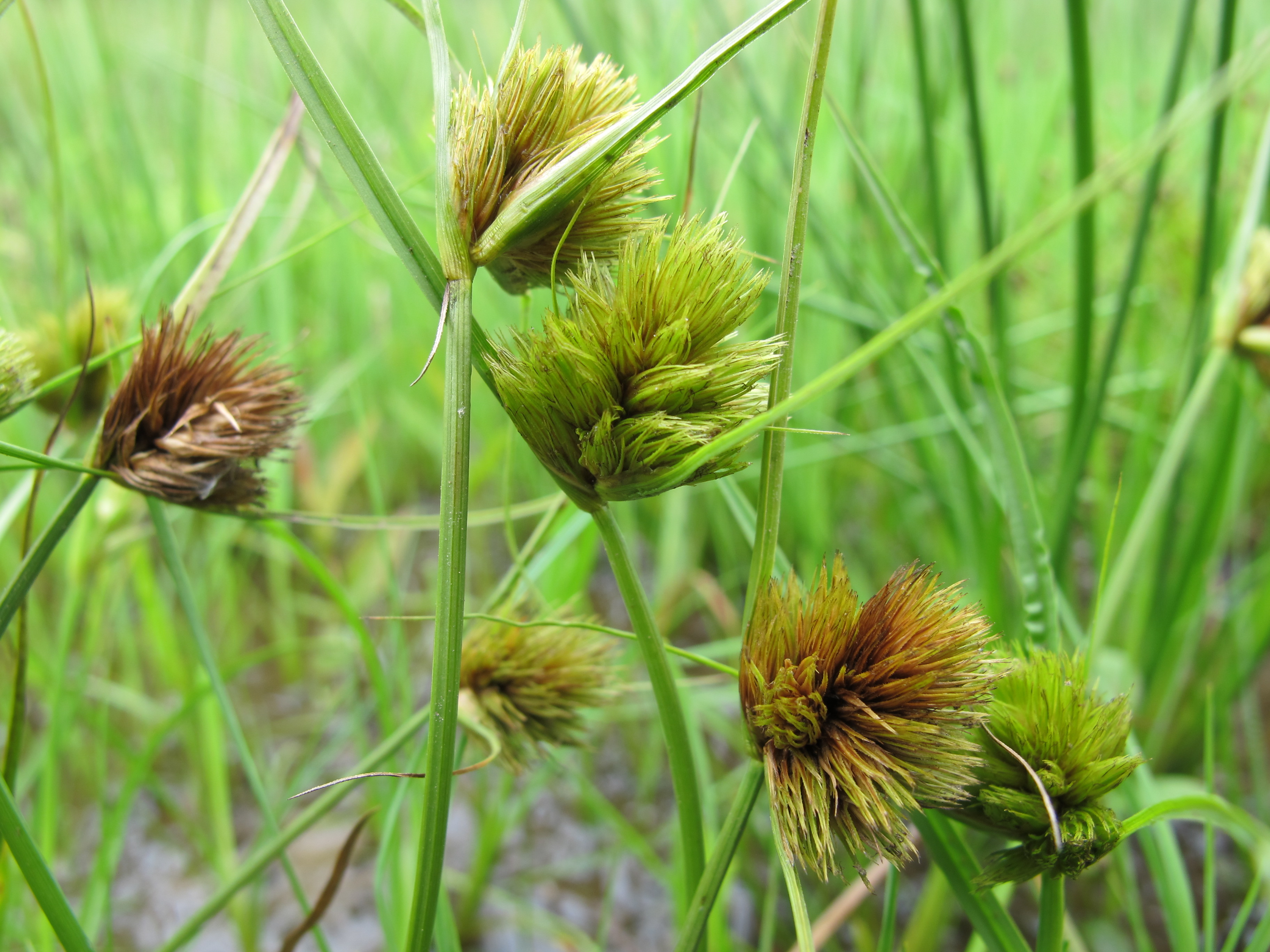
Reife und unreife Fruchtstände

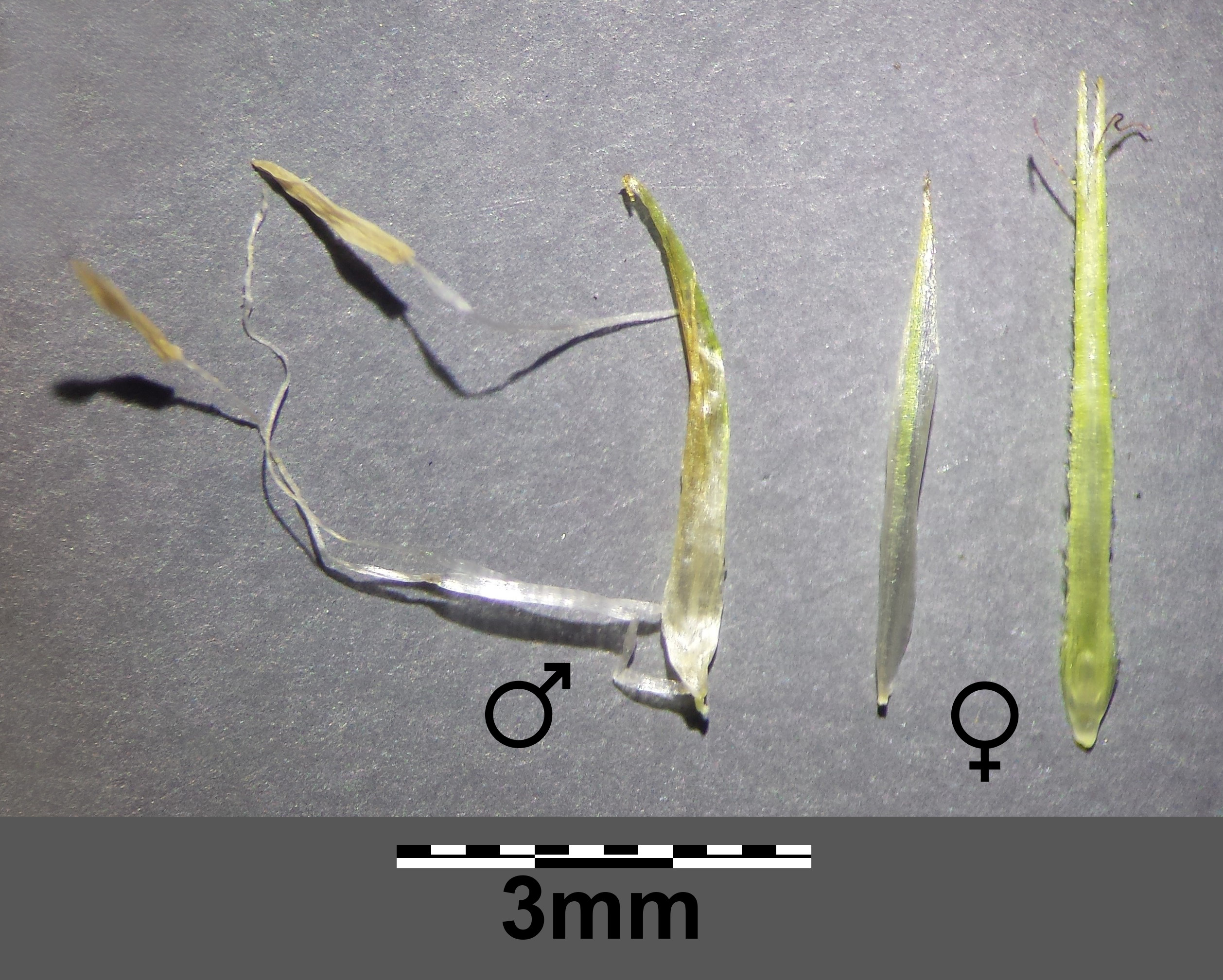
Links: männliche Blüte mit Deckblatt; rechts: weibliche Blüte (Deckblatt und Schlauch)

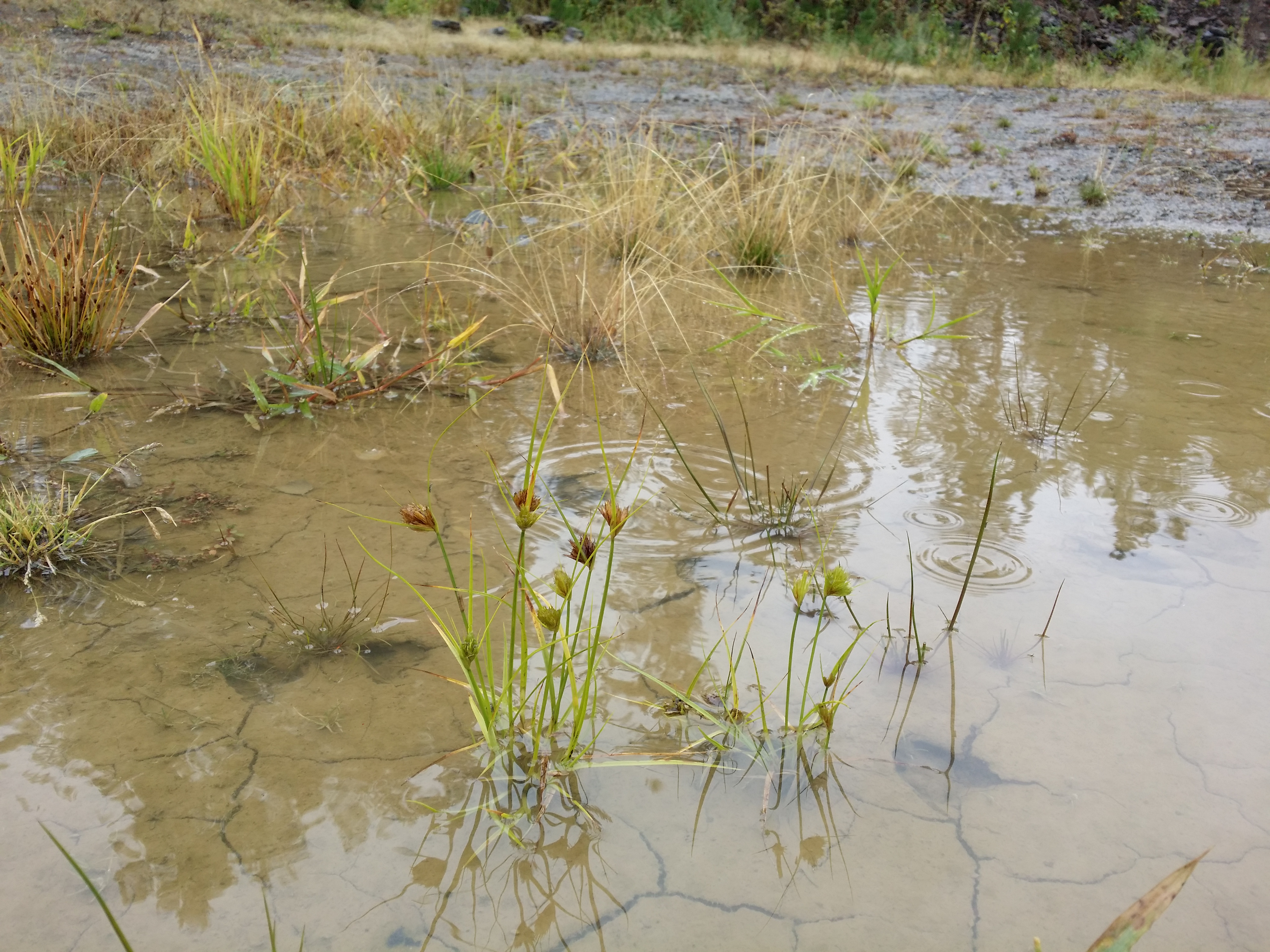
Habitus im Habitat

### Vegetative Merkmale
Die Zypergras-Segge ist eine ausdauernde krautige Pflanze, die Wuchshöhen von 5 bis 15, selten bis zu 30 Zentimetern erreicht. Sie entwickelt zahlreiche, bis zu 2 Millimeter dicke, glatte, dreikantige, oberwärts unbeblätterte Stängel. Die hell-grünen Laubblätter sind 1,5 bis 2,5 Millimeter breit, sind kürzer als der Stängel und an den Rändern rau.

### Generative Merkmale
Die Blütezeit reicht von Juni oder August bis September. Unterhalb des Blütenstandes befinden sich zwei bis fünf Hüllblätter, die den Blütenstand weit überragen. Das unterste Hüllblatt ist 3 bis 15 Zentimeter lang und setzt die Richtung des Stängels fort. Der köpfchenförmige Blütenstand ist grün, später hell-braun, kugelig oder länglich-eiförmig und enthält zahlreiche Ährchen. Die Ährchen enthalten viele dicht angeordnete Blüte; am Grunde die männlichen Blüten. Die Spelzen sind nur halb so lang wie die Schläuche, am Rand weißhäutig und mit grünem Mittelnerv. Die Schläuche sind 7 bis 10 Millimeter lang, grün, später hell-gelb, kahl und oben in einen zweizähnigen Schnabel verschmälert. Die weiblichen Blüten enthalten zwei Narben.
Die Frucht ist glänzend hell-braun.
Die Chromosomenzahl beträgt 2n = etwa 60 oder 80.

## Vorkommen
Carex bohemica ist in Eurasien von Europa bis ins nördliche sowie zentrale Japan verbreitet
Die Zypergras-Segge gedeiht in Mitteleuropa auf nassen, nährstoffreichen, sandigen Ton- oder Schlammböden an trocken gefallenen See- oder Teichufern und an Flüssen. Sie kann plötzlich zahlreich auftreten und auch bald wieder verschwinden, da die Pflanzenexemplare nur wenige Jahre ausdauern. Carex bohemica ist Kennart des Carici-Eleocharitetum ovatae aus dem Verband Nanocyperion. Sie steigt im Gebirge nur bis zu Höhenlagen von 1000 Metern auf. Ihr Verbreitungsgebiet ist Europa und Asien (Kaukasus bis Japan). In Europa „meidet“ sie den Norden und ist im Süden äußerst selten. In Mitteleuropa ist sie ebenfalls selten. In der Schweiz kommt sie nur im Jura in der Ajoie vor und ist dort insgesamt „vom Aussterben bedroht“ (CR).
Die ökologischen Zeigerwerte nach Landolt et al. 2010 sind in der Schweiz: Feuchtezahl F = 4+w+ (nass aber stark wechselnd), Lichtzahl L = 4 (hell), Reaktionszahl R = 3 (schwach sauer bis neutral), Temperaturzahl T = 4+ (warm-kollin), Nährstoffzahl N = 4 (nährstoffreich), Kontinentalitätszahl K = 4 (subkontinental).

## Taxonomie
Die Erstveröffentlichung von Carex bohemica erfolgte 1772 durch Johann Christian Daniel von Schreber in Beschreibung der Gräser nebst ihren Abbildungen nach der Natur, Band 2, Seite 52. Das Artepitheton bohemica bedeutet „böhmisch“. Ein Synonym für Carex bohemica Schreb. ist Carex cyperoides Murray.